# Smile (gruppo musicale)
Gli Smile sono stati un gruppo musicale britannico formatosi nell'ottobre del 1968 a opera del futuro chitarrista dei Queen Brian May dopo lo scioglimento della band in cui precedentemente militava, i 1984. Assieme a May militava Roger Taylor, futuro batterista dei Queen, che aveva trovato dopo aver posto sulla bacheca del College che frequentava un annuncio che recitava: «Cercasi batterista stile Mitch Mitchell/Ginger Baker».

## Storia del gruppo

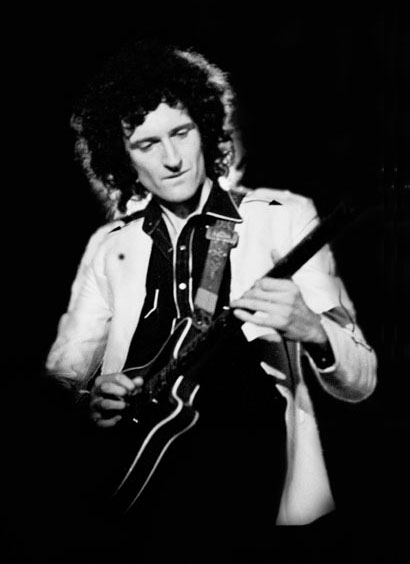
Brian May (1981)

Gli Smile passarono i primi mesi esibendosi in giro per l'Inghilterra, soprattutto all'Imperial College di Londra, dove Brian May stava terminando gli studi, e a Truro, paese dove abitava Taylor. Suonarono inoltre come band di supporto a gruppi come i Pink Floyd, gli Yes e i Troggs, e si esibirono alla Royal Albert Hall assieme ai Free, a Joe Cocker e alla Bonzo Dog Doo-Dah Band. Nel giugno del 1969 gli Smile registrano tre canzoni ai Trident Studios di Londra, intitolate Earth, Step on Me e Doing All Right. Le prime due verranno pubblicate come unico singolo della band, nell'agosto del 1969 negli Stati Uniti. La terza traccia, invece, scritta da May e Staffell, verrà registrata dai Queen e inclusa nel loro primo album dal titolo omonimo del 1973. Nel luglio del 1969 gli Smile tengono un altro concerto a Truro, prima di registrare altri tre pezzi nei De Lane Lea Studios di Londra nel settembre del 1969: April Lady, Polar Bear e Blag. Gli Smile terranno altri due concerti prima di separarsi nel marzo del 1970, a causa dell'uscita dalla band di Tim Staffell, originario cantante degli Smile, il quale si unisce agli Humpy Bong. Questo permetterà a Freddie Mercury, allora cantante e pianista dei Sour Milk Sea, di unirsi alla band e di cambiare il nome definitivamente in Queen.
Nel 1982 esce solo in Giappone l'album Gettin' Smile, contenente le sei tracce che il terzetto aveva registrato nel 1969, mentre nel 1997 viene pubblicato anche nei Paesi Bassi con il titolo Ghost of a Smile. Le medesime tracce si possono trovare nell'album In nuce del 1995 (postumo e non ufficiale), assieme a una canzone dei Queen e a due di Freddie Mercury.
L'ultima apparizione della band risale al 22 dicembre 1992, quando si riunisce in un concerto al Marquee Club di Londra per suonare Earth e If I Were a Carpenter, canzone di Bobby Darin del 1966, che raggiunse il nono posto in classifica britannica.

## Formazione
- Tim Staffell – voce, basso (1968-1970)
- Brian May – chitarra, voce secondaria (1968-1970)
- Roger Taylor – batteria, cori (1968-1970)

## Discografia

### Album in studio
- 1995 – In nuce (compilation non ufficiale)
- 1997 – Ghost of a Smile
- 2025 – The Complete Smile

### EP
- 1982 – Gettin' Smile

### Singoli
- 1969 – Earth/Step on Me
- 1969 - Doing Alright